# Montreal Screwjob
Als Montreal Screwjob werden die Geschehnisse rund um den Main Event der Survivor Series 1997, das World-Wrestling-Federation-Championship-Titelmatch zwischen Titelträger Bret Hart und Herausforderer Shawn Michaels, bezeichnet. Dieses Titelmatch fand am 9. November im Molson Center in Montréal (Québec, Kanada) statt.
Als Screwjob wird im Wrestling ein nicht vorher abgesprochener Ausgang eines Wrestlingmatches bezeichnet. Der so genannte Montreal Screwjob ging als der bis dato wichtigste Screwjob in die Geschichte des Wrestlings ein, da er die Karriere von Bret Hart in der WWF vor heimischem Publikum anders beendete, als es zwischen diesem und Vince McMahon abgesprochen war.

## Geschichte
Die Vorgeschichte begann bereits im Herbst 1996, als Bret Hart sich nicht entscheiden konnte, ob er für 1,5 Millionen US-Dollar pro Jahr weiter bei der WWF (der heutigen WWE) bleiben oder das Angebot von Ted Turner annehmen und zur WCW wechseln sollte.
WWF-Chef Vince McMahon konnte mit dieser Unentschlossenheit nicht umgehen und wollte nicht alles auf Hart setzen, nur um zu riskieren, dass dieser dann doch nach Ablauf seines WWF-Vertrages zur Konkurrenz wechseln könnte. McMahon bot Hart daher offiziell einen Zehn-Jahres-Vertrag an und beide einigten sich kurze Zeit später darauf, dass Hart in Kanada und Europa ein Publikumsliebling bleiben sollte, aber für das Publikum in den USA einen Gimmickwechsel zum Heel machen sollte. Hart sollte fortan als Bösewicht die amerikanischen Wrestlingfans aufgrund ihrer angeblichen Gewaltverherrlichung und der verkommenen Jugend beschimpfen und die neuausgearbeitete Storyline Kanada vs. USA nach außen hin vertreten.
McMahon machte Hart aber dann im September 1997 klar, dass die WWF finanziell doch nicht so gut aufgestellt sei wie die Konkurrenzliga WCW, und wollte den zuvor abgeschlossenen Zehn-Jahres-Vertrag gegen einen anderen gutdotierten tauschen. Ferner schlug McMahon Hart vor, dessen Gehalt, ungefähr 30.000 US-Dollar pro Woche, um etwas mehr als die Hälfte zu kürzen und ihm den Rest später auszuzahlen, wenn es dem Unternehmen finanziell wieder besser gehe. Hart ging auf diesen Vorschlag nicht ein. Er war mittlerweile fünffacher WWF-Champion, was vor ihm nur Hulk Hogan geschafft hatte. Bret Hart hatte für die letzten 30 Tage seines Vertrages die kreative Kontrolle über seinen Charakter und durfte selbst bestimmen, wie die Matches im letzten Monat seiner WWF-Karriere enden würden. McMahon machte ihm das Angebot, er solle seinen Titel bei den Survivor Series verlieren und ihn dafür am 12. Dezember desselben Jahres zurückgewinnen. Damit wäre er sechsfacher Champion und bis dato alleiniger Rekordhalter. Doch der „Hitman“ wollte vor dem heimischen Publikum nicht verlieren, sondern seine Karriere bei der WWF als Champion beenden. Man einigte sich darauf, dass es zu einer Titelverteidigung am Sonntag bei den Survivor Series kommen und Bret Hart den Titel dafür am darauffolgenden Montag bei RAW verlieren solle.

## Das Match
Hart hatte inzwischen das Angebot der WCW angenommen und den Vertrag unterschrieben. Er wollte sich in seinen letzten Tagen bei der WWF aber an die Matchabläufe halten, die mit McMahon abgesprochen waren. McMahon nahm allerdings an, dass die WCW den inzwischen vertraglich gebundenen Hart mit einem Paukenschlag präsentieren würde. Er befürchtete, dass Hart mit dem WWF-Championgürtel zu World Championship Wrestling wechseln und dort dessen Wert schmälern könnte, indem er ihn beispielsweise in eine Mülltonne werfen würde, so wie es zwei Jahre zuvor WWF-Damenchampion Alundra Blayze (Madusa Micheli) getan hatte. Um dies zu verhindern, kam es ohne Wissen Harts zu einer geheimen Absprache zwischen McMahon, Harts Kontrahenten Shawn Michaels und dem Ringrichter Earl Hebner.
Gegen Ende des eigentlichen Matches wurde Hart von Michaels absprachegemäß in seinen eigenen Aufgabegriff, den Sharpshooter, genommen. Hart sollte sich eigentlich aus diesem befreien, doch McMahon gab Hebner ein Zeichen, worauf dieser die Ringglocke läuten ließ und das Match beendete. Michaels siegte damit offiziell vor den entsetzten Augen des kanadischen Publikums sowie einem sichtlich irritierten Bret Hart, der das plötzliche Ende des Matches erst Augenblicke später begriff. So wurde Shawn Michaels neuer WWF-Champion. Als McMahon nach dem Match an den Ring kam, um den neuen Champion Shawn Michaels zu beglückwünschen, spuckte Hart in seinem Zorn über den Ausgang des Matches seinem Chef aus dem Ring ins Gesicht. Dieser verschwand daraufhin zusammen mit Shawn Michaels und weiteren Offiziellen aus der Halle und ließ einen völlig desillusionierten Bret Hart alleine im Ring zurück, welcher seine Wut nun am Equipment eines Kommentatorenpults ausließ und anschließend ebenfalls in die Katakomben verschwand.
Bret Hart ging nun wutentbrannt zum Büro McMahons, um diesen zur Rede zu stellen. Dieser hatte sich jedoch eingeschlossen. Darauf zog sich Hart in seine Umkleidekabine zurück. Kurze Zeit darauf erschien McMahon, um ein klärendes Gespräch zu führen. Doch Hart drohte ihm Prügel an, falls er nicht verschwunden sein sollte, bis er sich fertig umgezogen hätte. Da McMahon jedoch nicht gehen wollte, versetzte Hart ihm nach einem kurzen Handgemenge einen heftigen Faustschlag ins Gesicht.
Vince McMahon erlitt dabei eine Schwellung des linken Auges und eine Gehirnerschütterung. In der zu diesem Zeitpunkt gedrehten TV-Dokumentation Hitman Hart: Wrestling with Shadows gestand der Kanadier kurz darauf offen: „Der Alte ist mir in die Faust gelaufen … ok, ich habe da ein bisschen nachgeholfen – ich habe so fest zugeschlagen, wie ich konnte.“

## Folgen
Vince McMahon wurde daraufhin zur Hassfigur der kanadischen Wrestlingfans, und der Skandal wurde noch Jahre später als das meistdiskutierte Ereignis des Wrestlingsports behandelt. Gleichzeitig ermöglichte der Montreal Screwjob es McMahon, in den Shows selbst in den Vordergrund zu treten und als bösartiger Boss das Geschehen der folgenden Jahre entscheidend zu prägen. Bei den Survivor Series im darauf folgenden Jahr wurden die Geschehnisse dann mit Mick Foley und The Rock karikiert. Auch im PlayStation-2-Spiel SmackDown vs. Raw 2006 gab es eine Anspielung auf Montreal.
Für Shawn Michaels bedeuteten die Ereignisse den Aufstieg zum unangefochtenen Bösewicht der WWF/WWE-Sendungen und die Bestätigung aller seiner Kritiker, dass Michaels divenhaftes Auftreten an den Tag legte, wenn er für ihn unangenehme Arbeit erledigen sollte. Erst die mehrjährige Verletzungspause, seine Heirat sowie ein demonstrativ christlicher Lebenswandel bedeuteten eine Wandlung im Auftreten und eine Annäherung zu den Fans.
Earl Hebner wurde von Hart die Freundschaft, welche beide jahrelang verband, gekündigt. Inzwischen haben sich Hebner und Hart ausgesprochen und ihr Verhältnis professionell gekittet, der langjährige Ringrichter musste sich jedoch bis zu seiner Entlassung 2005 mit Anfeindungen seitens der Fans auseinandersetzen, welche ihn mit den Schmährufen „You screwed Bret“ („Du hast Bret betrogen“) bedachten.
Als die WCW im Jahr 2001 von der WWF aufgekauft wurde, war Bret Hart bereits aus dem Wrestlinggeschäft ausgestiegen. Der Grund für seinen Rücktritt war eine chronische Gehirnerschütterung, die er sich bei einem unachtsamen Tritt Bill Goldbergs zugezogen hatte, aus dem auch ein Schlaganfall resultierte. Bret Hart hatte sich und all seinen Fans nach dem Montreal Screwjob geschworen, nie wieder für die WWF/WWE zu arbeiten bzw. je wieder vor eine Kamera der WWE zu treten. Im Dezember 2005 erschien die 3er DVD-Box Bret Hitman Hart – The best there is, the best there was and the best there ever will be. Diese DVD-Box ist, so Hart, all seinen Fans gewidmet. Im April 2006 trat Hart im Rahmen einer WWE-Promotion auf, als er in deren Hall of Fame eingeführt wurde. Dies tat er zwar, um all seinen langjährigen Fans zu danken, jedoch wollte Bret Hart nicht wie sonst bei Aufnahmen in die Hall of Fame am darauffolgenden Tag bei WrestleMania auftreten, da er, wie er sagte, „zu seinem Wort steht“. Am 4. Januar 2010 trat Bret Hart erstmals wieder bei WWE Raw auf. Dabei kam es auch zum ersten öffentlichen Aufeinandertreffen zwischen Hart und Michaels, die mit einer Versöhnungsgeste endete. Es folgte eine ausgedehnte Storyline mit Vince McMahon, welche mit einem Match Bret Hart gegen Vince McMahon am 28. März 2010 bei WrestleMania 26 endete. Dieses Match wies wenig von Harts früherer technischer Brillanz auf, sondern war fast ein reiner Brawl, welchen Hart nach zahlreichen Schlägen mit einem Stuhl gegen McMahon – sehr zur Freude des Hallenpublikums, welches frenetisch jubelte – auch gewinnen durfte. Damit war der Montreal Screwjob auch vor den Kameras „gerächt“. Hart verblieb noch ein paar Monate vor der WWE-Kamera, trat jedoch nur noch selten in den Ring.
2014 legte Hart in der Sports Illustrated seine Sicht der Dinge dar. Er beschrieb, dass der Screwjob von Vince McMahon, McMahons künftigem Schwiegersohn Paul Levesque (Triple H) und Shawn Michaels geplant worden war, und diese Ringrichter Earl Hebner „zur Mitarbeit erpresst“ hätten. Der Screwjob hätte die Wrestler hinter den Kulissen polarisiert: Während sich sein Bruder Owen Hart, Mark Calaway (The Undertaker), Richard Rood (Rick Rude), Davey Boy Smith (The British Bulldog) und Jim Neidhart auf Harts Seite schlugen, standen neben Paul Levesque und Shawn Michaels auch McMahons Sohn Shane McMahon sowie Robert Remus (Sgt. Slaughter) und Jerry Brisco zu McMahon. Hart habe McMahon „den besten Kinnhaken seines Lebens“ verpasst, aber da die folgenden Jahre für ihn – im Gegensatz zu McMahon – eher enttäuschend verlaufen waren, gibt Hart zu, dass er zwar „einen Kampf“, aber McMahon „die ganze Schlacht gewonnen“ habe. Für seine Karriereflaute nach dem Screwjob machte er vor allem das kühle Verhältnis zu WCW-Zugpferd Hulk Hogan verantwortlich.

## Verschwörungstheorie
Unter vielen Wrestling-Fans gilt bis heute die Verschwörungstheorie, dass der Montreal Screwjob ein einziger Work oder gar ein Worked Shoot darstellte. Der Grund ist simpel, da zur damaligen Zeit die WWF/E den Quotenkrieg mit der WCW zu verlieren schien, suchte man einen Ausweg und begann, „rauere, blutrünstigere“ Matches sowie Storylines zu promoten. Rund um die Zeit des Screwjobs begann eigentlich die Attitude Era, welches also indirekt dadurch eingeleitet wurde. Ebenfalls konnte so das neue Gimmick des skrupellosen Bösewichts für McMahon geschaffen werden, welche in Kombination mit Steve Austin und The Rock ein Quotenhoch  generierte, welches später zum Sieg über WCW verhelfen sollte.